# Yaxk’in

Glifo que simboliza al Yaxk'in

El Yaxk’in (yáax k´iin o «época de secas») es la séptima veintena de días del sistema calendárico del haab y simboliza al «sol nuevo».  Otras asociaciones con respecto a esta veintena son el “flujo solar”, “nubes rojas”, el color “verde” y su dios patrono es el dios Sol. Para los mayas las personas nacidas en este período tienen una fuerte conexión con Ah Kin (Kinich Ahau), dios del sol, siendo considerado también una de las advocaciones de Itzamná o Zamná.